# Billi Pig
Billi Pig é um filme brasileiro produzido em 2011 pela Bananeira Filmes com a co-produção de Globo Filmes e Telecine Productions e lançado em 2 de março de 2012 com a distribuição da Imagem Filmes é do gênero comédia e ação.O longa é da produção executiva de Vania Catani e escrito por José Eduardo Belmonte, Ronaldo D'Oxum dirigido por José Eduardo Belmonte.
Conta com Selton Mello, Grazi Massafera, Milton Gonçalves, Preta Gil, Milhem Cortaz, Cássia Kis Magro, Léa Garcia e mais um grande.

## Sinopse
Marivalda (Grazi Massafera) sonha ser atriz e seu marido, Wanderley (Selton Mello), é um corretor de seguros falido. Ela rotineiramente sonha com Billi, um porco de plástico que guarda desde a infância, até que um dia passa a conversar com ele. Em suas conversas com a dona, Billi a pressiona a largar Wanderley, alegando que ele não consegue lhe dar o luxo que merece. Marivalda resolve dar um ultimato ao marido, que fica desesperado em busca de algo que possa manter o casamento. Quando Tenório (Murilo Grossi), o braço direto do traficante Boca (Otávio Müller), procura o padre Roberval (Milton Gonçalves), Wanderley tem uma grande ideia. Ele elabora um plano com o padre, que tem fama de milagreiro, para que possam enganar Boca, desesperado em busca de alguém que consiga fazer com que sua filha saia do coma.

## Elenco
- Selton Mello como Wanderley
- Grazi Massafera como Marivalda
- Milton Gonçalves como Padre Roberval
- Preta Gil como Generosa
- Milhem Cortaz como Ocílio
- Otávio Müller como Boca
- Murilo Grossi como Tenório
- Tadeu Mello como Babau
- Priscila Marinho como Eufrásia Rocha
- Andrea Neves como Beijoca
- Zezeh Barbosa como Mãe de Roberval
- Raquel Villar como Lurdinha
- Léa Garcia como Ludmila
- Sandra Pêra como Adriana Amaral
- Cássia Kis Magro como Bibi Correia
- Monique Lafond como Verônica Abdala
- Aramis Trindade como Padre Alfredo
- Cláudio Gabriel como Índio Mestre
- Beth Lamas como Cleuza
- Flávio Pardal como Barman

## Críticas
Balaio de gatos, define o crítico do site Adoro Cinema, Francisco Russo.

### Bilheteria
O filme teve um público de 257 mil pessoas em média, resultando em uma renda de 2,4 milhões de reais; é abaixo do esperado, já que o orçamento do filme foi em média 6 milhões. Sua distribuidora responsável foi a Imagem Filmes.
| 2 a 4 de março de 2012   | 81.904 | 81.904  |
| 9 a 11 de março de 2012  | 50.426 | 189.170 |
| 16 a 18 de março de 2012 | 13.414 | 229.442 |
| 23 a 25 de março de 2012 | 5.115  | 243.165 |

## Curiosidades
- Para evitar um processo judicial aberto pela Academia de Artes e Ciências Cinematográficas, a estatueta do Oscar vista em cena tem os braços atrás do corpo, para diferenciá-la da original.
- Este é o 4º filme em que o diretor José Eduardo Belmonte e o ator Milhem Cortaz trabalham juntos. Os anteriores foram A Concepção, Se Nada Mais Der Certo e Meu Mundo em Perigo.
- As filmagens duraram seis semanas, com locações em vários bairros do Rio de Janeiro como São Cristóvão, Marechal Hermes, Santa Teresa, Gávea, Recreio, Copacabana e Flamengo.
- Inicialmente seria lançado nos cinemas em 30 de dezembro de 2011.
- O orçamento estimado é de 6 milhões de reais.[6]